# Al Shearer
Al Shearer (nacido el 13 de agosto de 1972) es un actor estadounidense. Retrató a Nevil Shed, en el éxito de taquilla de Disney 2006 Camino a la gloria, producida por Jerry Bruckheimer. Shearer podría ser más conocido por su papel en la serie de MTV Punk'd, o como "Hits" - anfitrión de la serie Hits from the street, de la Black Entertainment Television (BET).
Además este actor participó con un papel secundario en la película How High (Buen Rollito). En el que interpretaba a un chico mudo, llamado "necesito dinero" (i need money) y lo lleva inscrito en sus dientes. También actuó en la película Honey junto a Jessica Alba.
Shearer nació en Columbus (Ohio). Hits comenzó su carrera en BET como el presentador de un programa titulado, "Sala de Juegos". Más tarde, perfeccionó sus habilidades en frente de la cámara como corresponsal para el programa DC Teen show. Luego pasaría a conducir un programa de la mañana del hip-hop en WPGC-FM/AM (CBS Radio) en Washington D. C.. Sin embargo, es de personalidad muy franca. La comedia, el personaje que retrata con facilidad, así como en la cámara. Hits también ha sido destacado en un comercial de Reebok con el novato del año NBA, Steve Francis.
Hits ganó un B.A. en Periodismo por la Universidad de Howard y actualmente reside en Los Ángeles, California. Además es el presentador del programa de BET que le llevó la fama.
También está casado con la modelo y actriz Niresha Kalaichelvam.
- Datos: Q445971